# Ptolemais (Cyrenaica)

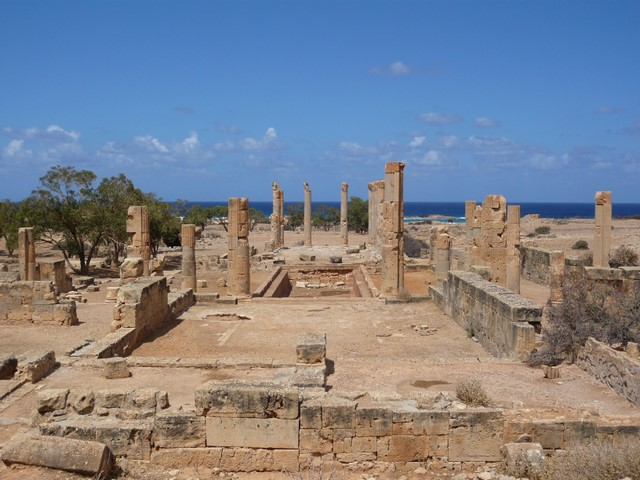
Ruïnes van de oude stad

Ptolemais (Grieks: Πτολεμαΐς) in Cyrenaica (modern Libië) werd gesticht ten tijde van het Ptolemeïsche Rijk, vermoedelijk onder Ptolemaeus III Euergetes I (246-221 v.Chr.) en werd een belangrijk commercieel centrum in de zuidelijke Middellandse Zee. Het diende als de haven van de stad Barca, ongeveer 20 km land inwaarts.
Na de verovering van Kreta in 67 v.Chr. werd het een onderdeel van de Romeinse provincie, Kreta en Cyrenaica. Ptolemais was een van de vijf steden van de Libische Pentapolis. Met de hervormingen van Diocletianus, rond 300, werden beide provincies terug opgesplitst. Cyrenaica kreeg samen met Tripolitana de naam Libia en werd ingedeeld bij de Dioecesis Orientis.
De aardbeving van Kreta (365) en de daaropvolgende tsunami verwoestte de havenstad een eerste maal, de Libiërs in 411 een tweede maal en de islamitische verovering van de Maghreb in de 7de eeuw betekende het definitieve einde. Vanaf de 3de eeuw was Ptolemais ook de hoofdplaats van een bisdom.

## Opgravingen
De opgraving van de site begon in de jaren 1930 en onthulde een stad met een schaakbordpatroon, zo'n 1650 bij 1400 meter (ongeveer een vierkante mijl). Bedolven onder het zand, zijn de ruïnes van de stad opmerkelijk goed bewaard gebleven. Ptolemais bevatte een hippodroom, een amfitheater en drie theaters, waarvan de kleinste als odeion werd gebruikt. Men kon er ook waterspektakels opvoeren, want de stad werd bevoorraad door een aquaduct gebouwd ten tijde van keizer Hadrianus.
De gevonden artefacten werd overgebracht naar Benghazi, waar ze in 2011 zijn gestolen.